# Seis Naciones M21 2005
El Seis Naciones M21 de 2005 fue la decimotercera edición del torneo de rugby para menores de 21 años.

## Equipos participantes
- Selección juvenil de rugby de Escocia (Escocia M21)
- Selección juvenil de rugby de Francia (Francia M21)
- Selección juvenil de rugby de Gales (Gales M21)
- Selección juvenil de rugby de Inglaterra (Inglaterra M21)
- Selección juvenil de rugby de Irlanda (Irlanda M21)
- Selección juvenil de rugby de Italia (Italia M21)

## Posiciones
| Pos. | Equipo     | Encuentros | Encuentros | Encuentros | Encuentros | Tantos  | Tantos    | Tantos     | Puntos Totales |
| Pos. | Equipo     | jugados    | ganados    | empatados  | perdidos   | a favor | en contra | diferencia | Puntos Totales |
| ---- | ---------- | ---------- | ---------- | ---------- | ---------- | ------- | --------- | ---------- | -------------- |
| 1    | Gales      | 5          | 5          | 0          | 0          | 155     | 55        | +100       | 10             |
| 2    | Francia    | 5          | 4          | 0          | 1          | 122     | 58        | +64        | 8              |
| 3    | Escocia    | 5          | 3          | 0          | 2          | 88      | 80        | +8         | 6              |
| 4    | Inglaterra | 5          | 2          | 0          | 3          | 114     | 91        | +23        | 4              |
| 5    | Irlanda    | 5          | 1          | 0          | 4          | 65      | 117       | -52        | 2              |
| 6    | Italia     | 5          | 0          | 0          | 5          | 50      | 193       | -143       | 0              |

Nota: Se otorgan 2 puntos al equipo que gane un partido, 1 al que empate y 0 al que pierda

## Resultados

### Desarrollo
| 4 de febrero | Francia | 12 - 8 | Escocia |  |  |

| 4 de febrero | Gales | 32 - 31 | Inglaterra |  |  |

| 5 de febrero | Italia | 21 - 33 | Irlanda |  |  |

| 11 de febrero | Inglaterra | 17 - 20 | Francia |  |  |

| 11 de febrero | Italia | 3 - 40 | Gales |  |  |

| 11 de febrero | Escocia | 16 - 8 | Irlanda |  |  |

| 25 de febrero | Francia | 19 - 20 | Gales |  |  |

| 25 de febrero | Irlanda | 6 - 28 | Inglaterra |  |  |

| 25 de febrero | Escocia | 38 - 12 | Italia |  |  |

| 11 de marzo | Inglaterra | 31 - 14 | Italia |  |  |

| 11 de marzo | Irlanda | 13 - 20 | Francia |  |  |

| 11 de marzo | Escocia | 7 - 31 | Gales |  |  |

| 18 de marzo | Inglaterra | 17 - 19 | Escocia |  |  |

| 18 de marzo | Italia | 0 - 51 | Francia |  |  |

| 18 de marzo | Gales | 32 - 5 | Irlanda |  |  |

| Bandera de Gales |
| Campeón Gales    |
| Tercer título    |